# フレディ&ザ・ドリーマーズ
フレディ&ザ・ドリーマーズ (Freddie and The Dreamers)は、イギリスのバンド。
子供受けする楽曲や、飛んだり跳ねたりするユニークなステージアクトで、人気を博す。

## 主要メンバー
- フレディ・ギャリティ (Freddie Garrity) - 1936年11月14日、マンチェスター生まれ。ボーカル担当。2006年5月19日死去。
- ロイ・クリュードソン (Roy Crewdson) - 1941年5月29日、マンチェスター生まれ。リズム・ギター兼ボーカル担当。
- ピート・ビレル (Pete Birrell) - 1941年5月9日、マンチェスター生まれ。ベース兼ボーカル担当。
- デレク・クイン (Derek Quinn) - 1942年5月24日、マンチェスター生まれ。リード・ギター兼ボーカル担当。2020年10月22日死去。
- バーニー・ドワイヤー (Bernie Dwyer) - 1940年9月11日、マンチェスター生まれ。2002年12月4日死去。ドラムス担当。

## 来歴

### デビュー前
リーダーのフレディ・ギャリティは、1936年11月14日、マンチェスターに生まれる。彼のアイドルは、アル・ジョルソンだった。学校を卒業した彼は、クツ屋、エンジニア、牛乳配達等を転々とし、当時イギリスでブームになったスキッフルのバンドに身を置いていた。
レッド・ソックスやジョン・ノーマン・フォーを経て知り合ったロイ・クリュードソンと共に、キングフィッシャーズを結成。デレク・クイン、ピート・ビレル、バーニー・ドワイヤーの三人が加わり、グループはフレディ&ザ・ドリーマーズと名乗る。グループは、デビュー前のザ・ビートルズとも1962年9月12日、キャバーン・クラブで共演している。

### デビューへ
クラブやボールルームを廻っていた彼らは、第2のビートルズを探していたEMIのタレント・スカウトに見出され、1963年6月、ジェームズ・レイのカバー「恋の傷 (If You Gotta Make A Fool Of Somebody)」でデビューする。チャートの3位を記録する。
続く「好きなんだ (I'm Telling You Now)」も2位、「君は僕の君 (You Were Made For Me)」は3位を記録し、デビュー以来3曲連続全英トップ3入りという快挙を達成する。そして、1963年リリースのアルバム『Freddie And The Dreamers (日本語タイトル:フレディとドリーマーズ登場)』もイギリスのチャートで5位を記録。さらに、映画『ホワット・ア・クレイジー・ワールド』『毎日が休日』等にも出演。

### 渡米
1964年、民謡蛍の光をアレンジした「アイ・アンダースタンド」が5位を記録して以後、イギリスでは大ヒットに恵まれていないが、1965年頃アメリカで人気が出る。彼らはアメリカに行き、『シンディグ!』や『エド・サリヴァン・ショー』等に出演を果たす。そしてアメリカで「ドゥ・ザ・フレディ」が18位、「好きなんだ」が1位を、それぞれ記録する。更に、ギャリティが曲の間奏等で、両手両足を振り上げたり、ジャンプして奇声を上げるステージアクトが、いつしかザ・フレディと名付けられるようになった。
しかし、アメリカでのブームが終わると、本国イギリスに戻り、活動を続けるが、ヒットは出ず、1968年に解散。ギャリティとビレルは、子供向けの番組、『リトル・ビッグ・タイム』に出演する。

### 後年
そして1976年、ギャリティは、新たなメンバーで、ドリーマーズを再結成、オーストラリアやイギリス、アメリカを廻っている。
しかし、ギャリティは肺高血圧で、これ以上活動を続けるのは良くない、と医師から診断され、2001年2月のコンサートをもって引退する。
オリジナル・メンバーの一人だったドワイヤーは、2002年12月4日、肺癌で死去。62歳だった。
そしてギャリティも、肺気腫にかかり、闘病していたが、2006年5月19日に死去。69歳だった。
ドリーマーズは、現在卸小売業をしているデレク・クインの息子、マイク・クインを中心に活動している。

## ディスコグラフィー

### シングル・ディスコグラフィー
| 発売年 | A面                                       | B面                         | 全英シングルチャート |
| ------ | ----------------------------------------- | --------------------------- | -------------------- |
| 1963年 | If You Got To Make A Fool Of Somebody     | Feel So Blue                | 3位                  |
| 1963年 | I'm Telling You Now                       | What Have I Done To Now?    | 2位                  |
| 1963年 | You Were Made For Me                      | Send A Letter To Me         | 3位                  |
| 1964年 | Over You                                  | Come Back When You're Ready | 13位                 |
| 1964年 | I Love You, Baby                          | Don't Make To Cry           | 16位                 |
| 1964年 | Just For You                              | Don't Do That To Me         | 41位                 |
| 1964年 | I Understand                              | I Will                      | 5位                  |
| 1965年 | A Little You                              | Things I'd Like To Say      | 26位                 |
| 1965年 | Thou Shalt Not Steal                      | I Don't Know                | 44位                 |
| 1966年 | If You've Gotta Minute, Baby              | When I'm Home With You      | -                    |
| 1966年 | Playboy                                   | Some Day                    | -                    |
| 1966年 | Turn Around                               | Funny Over You              | -                    |
| 1967年 | Hello, Hello                              | All I Ever Want Is You      | -                    |
| 1967年 | Brown And Porter's (Meat Exporters) Lorry | Little Brown Eyes           | -                    |
| 1968年 | Little Big Time                           | You Belong To Me            | -                    |
| 1968年 | It's Great                                | Gaberdine Mac               | -                    |
| 1969年 | Get Around, Downtown Girl                 | What To Do                  | -                    |

### アルバム・ディスコグラフィー
- 1963年 - Freddie And The Dreamers
- 1964年 - You Were Mad For Me
- 1965年 - Sing Along Party
- 1966年 - In Disneyland
- 1967年 - King Freddie And His Dreaming Knights
- 1970年 - Oliver In The Overworld
- 1978年 - Breaking Out